# آندری سردینوف
آندری سردینوف (به انگلیسی: Andriy Serdinov) (زادهٔ ۱۷ نوامبر ۱۹۸۲) شناگر اهل اوکراین است.